# Team Zagreb
Das Team Zagreb war eine kroatische Eishockey-Spielgemeinschaft aus der Hauptstadt Zagreb, die für eine Spielzeit an der multinationalen Profiliga Slohokej Liga teilnahm.

## Geschichte
Die Mannschaft entstand 2010, nachdem der KHL Medveščak Zagreb und der KHL Mladost Zagreb ihre Vertretungen aus der multinationalen Slohokej Liga zur Saison 2010/11 zusammenlegten, um eine bessere Zusammenarbeit zwischen den Vereinen und eine effektiveren Nachwuchsförderung zu ermöglichen, weshalb das Team Zagreb ausschließlich Spieler mit kroatischer Staatsangehörigkeit einsetzt.
Die Spieler des KHL Mladost Zagreb verbrachten die gesamte Spielzeit im Team Zagreb und bestritten anschließend mit Mladost die kroatische Meisterschaft, während die Spieler des KHL Medveščak Zagreb parallel in der Erste Bank Eishockey Liga zum Einsatz kamen.
Nach Saisonende wurde die Zusammenarbeit wieder beendet und der KHL Mladost Zagreb trat stattdessen in der Slohokej Liga an.